# 张兵生
张兵生（1955年—），男，山西襄汾人，中华人民共和国政治人物。

## 生平
2000年，担任中共长治市委副书记；次年兼任长治市人民政府市长。2003年，改任中共长治市委书记。2006年，任中共太原市委副书记、太原市人民政府代市长、市长。2008年起担任全国人大代表。2011年因拉票竞选而被免职。2013年，重新起用，担任山西省经济和信息化委员会副主任。